# Burni Alur Keruh
Burni Alur Keruh är ett berg i Indonesien.   Det ligger i provinsen Aceh, i den västra delen av landet, 1 600 km nordväst om huvudstaden Jakarta. Toppen på Burni Alur Keruh är 1 870 meter över havet, eller 120 meter över den omgivande terrängen. Bredden vid basen är 1,7 km.
Terrängen runt Burni Alur Keruh är kuperad åt sydväst, men åt nordost är den bergig.Runt Burni Alur Keruh är det mycket glesbefolkat, med 3 invånare per kvadratkilometer. Det finns inga samhällen i närheten. I omgivningarna runt Burni Alur Keruh växer i huvudsak städsegrön lövskog.